# Charles Schreyvogel

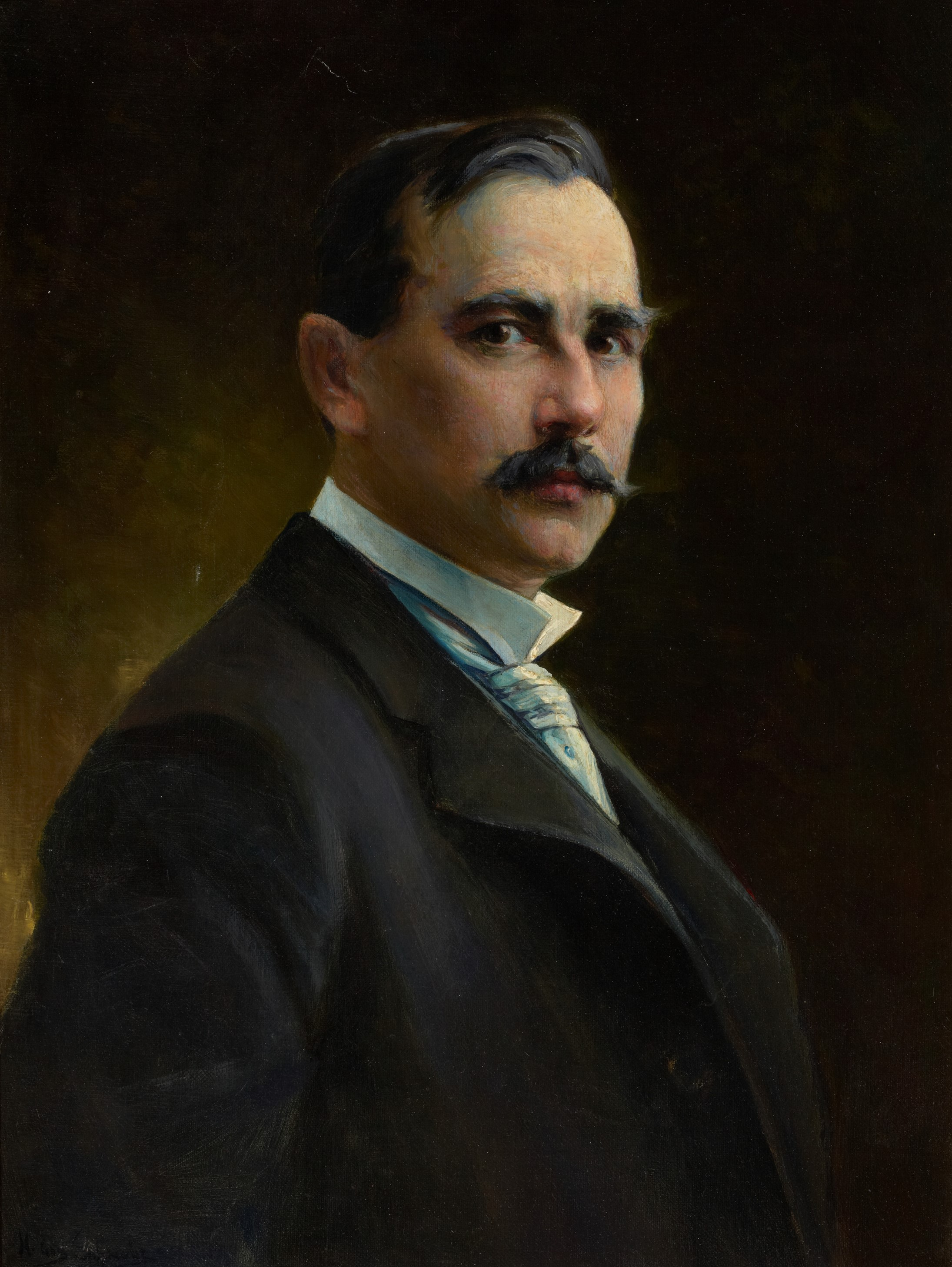
Heinrich August Schwabe: Porträt von Charles Schreyvogel

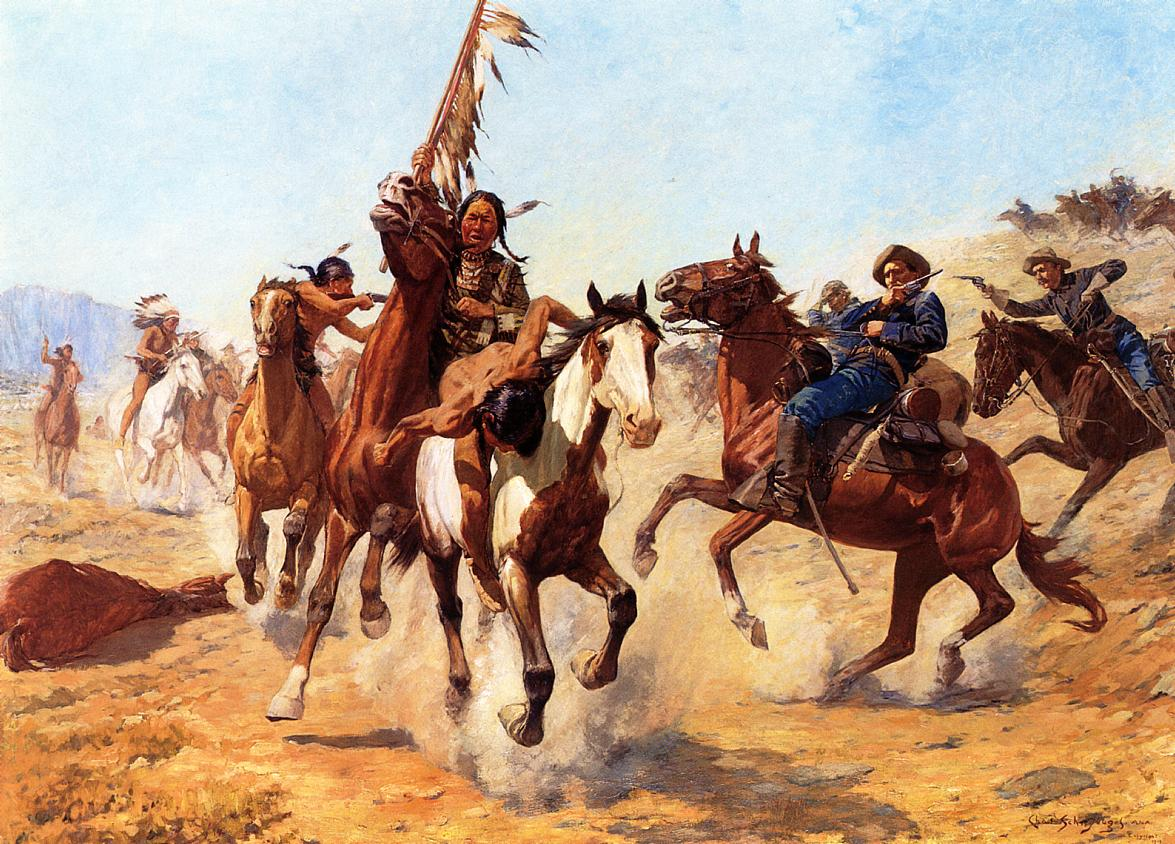
The Silenced War Whoop, 1908, Öl auf Leinwand, 122 ×168 cm, American Museum of Western Art, Denver

Charles Schreyvogel (* 4. Januar 1861 in New York City; † 27. Januar 1912 in Hoboken) war ein US-amerikanischer Maler.

## Leben
Schreyvogels Großvater Louis Erbe kam 1848 aus Preußen in die Vereinigten Staaten. Louis und seine Frau Augusta ließen sich in New York City nieder. Hier lernte deren Tochter Teresa den Verkäufer Paul Schreyvogel kennen und heiratete ihn im Jahr 1856. Charles wurde 1861 als zweiter von drei Söhnen geboren.
Schreyvogel begann früh autodidaktisch zu zeichnen. Nach erster Tätigkeit als Schnitzer von Meerschaumpfeifen absolvierte er eine Lehre bei einem Goldgraveur und bis 1877 eine Ausbildung als Lithograf. Dann besuchte er Kunstkurse von Heinrich August Schwabe in Newark. Über Schwabe lernte er den Kunstmäzen William Redwood Fisher kennen, mit dessen Unterstützung er von 1886 bis 1889 in München bei Carl von Marr und Frank Kirchbach studieren konnte.
1890 kehrte Schreyvogel in die Vereinigten Staaten zurück und ließ sich in Hoboken nieder, von wo aus er ab 1893 häufige Reisen in die Indianerreservate nach Colorado, Arizona, Montana und Dakota unternahm. Im Jahr 1893 lernte Schreyvogel Louise Walther kennen und heiratete sie ein Jahr später. 1903 bekam das Paar die Tochter Ruth Elisabeth.
Im Alter von 51 Jahren starb Schreyvogel an einer Blutvergiftung.

## Werk
Schreyvogel malte vor allem Szenen aus dem Wilden Westen und porträtierte das Leben der Indianer, aber auch der europäischen Siedler. Immer wieder dokumentierte er Kampfszenen zwischen den Indianern und der amerikanischen Kavallerie. Schreyvogel pflegte einen realistischen illustrativen Stil mit cremigen Farben. Um Geld zu verdienen, betätigte er sich als Porträtmaler und gelegentlich auch als Bildhauer.

## Auszeichnungen
- 1900: Thomas B. Clarke Award